# إيزيس غوميز
إيزيس غوميز هي عارضة برازيلية، ولدت في 23 أغسطس 1985 في بورتو أليغري في البرازيل.